# Piscine olympique d'Helsinki
La Piscine olympique d'Helsinki (en finnois : Helsingin uimastadion) est une piscine à proximité du parc Eläintarha d'Helsinki en Finlande.

## Description
La piscine conçue par Jorma Järvi est construite au nord est du stade olympique d'Helsinki.

## Histoire
Le rêve de la Finlande d'organiser les jeux olympiques d'été de 1940 semble pouvoir se réaliser.
Durant l'été 1938, on discute du choix de l’organisateur et une partie des sites de compétition sont déjà prêts dans l’espoir d'accueillir les jeux.
Le département de la construction de la ville d’Helsinki demande à Jorma Järvi de concevoir la piscine olympique d'Helsinki.
Dès 1940, ses plans sont prêts mais les jeux sont annulés.
Les travaux de construction s’arrêtent durant la guerre, la piscine est finalement terminée en 1947. 
On agrandira la tribune des spectateurs pour les Jeux olympiques d'été de 1952.